# D'Egitto là sui lidi
D'Egitto là sui lidi è un'aria (cavatina) della prima parte del Nabucco di Giuseppe Verdi (scena II/III). I versi sono di Temistocle Solera.

## Presentazione
L'aria viene cantata dal gran pontefice degli Ebrei (basso), Zaccaria, con l'accompagnamento del coro. Gli Ebrei sono riuniti nel tempio di Gerusalemme, timorosi perché i Babilonesi li stanno sconfiggendo e stanno minacciando Gerusalemme. Nel recitativo che precede l'aria giunge Zaccaria, che annuncia un fatto favorevole: Fenena, la figlia del re nemico Nabucco, è stata catturata. Nell'aria, Zaccaria, invita gli Ebrei ad affidarsi all'aiuto del loro Dio, ricordando l'intervento divino in aiuto di Mosè in Egitto e l'episodio di Gedeone, in cui Dio permise ad un piccolo gruppo di israeliti di sconfiggere i Madianiti; Zaccaria conclude rammentando che nessuno ha mai trovato la morte, in caso di estrema necessità, affidandosi a Dio. Gli Ebrei, confortati dalle esortazioni di Zaccaria, ripetono le stesse parole con cui avevano accolto l'annuncio della cattura di Fenena. Segue un tempo di mezzo, in cui Ismaele annuncia l'approssimarsi del nemico; ma Zaccaria gli affida Fenena, certo che il cielo impedirà a Nabucco di piombare su Gerusalemme. L'aria si conclude con una cabaletta, in cui Zaccaria immagina che il dio nemico sparirà nella lotta come la notte si dissolve all'apparire del sole, come la polvere viene dispersa dal vento; Zaccaria invita infine il Dio d'Abramo a combattere con i suoi fedeli, infondendo in loro la forza di eliminare gli stranieri invasori.

## Testo

### Aria
Zaccaria:
D'Egitto là sui lidi
Egli a Mosè die' vita;
Di Gedeone i cento
Invitti ei rese un dì…
Chi nell'estremo evento
Fidando in lui perì?
Tutti:
Di lieto giorno un sole
Forse per noi spuntò!

Nabucco, Parte I, Scena II

### Cabaletta
Zaccaria:
Come notte a sol fulgente,
Come polve in preda al vento
Sparirai nel gran cimento,
Dio di Belo menzogner.
Tu, d'Abramo Iddio possente,
A pugnar con noi discendi;
Ne' tuoi servi un soffio accendi
Che dia morte allo stranier.

Nabucco, Parte I, Scena III

## Analisi
Abramo Basevi, nel suo studio sulle opere di Verdi, si dilunga sulla capacità messa in mostra da Verdi con questo brano di ottenere un effetto grandioso, in grado di esprimere «devozione, ammirazione e gravità», anche con la gestione accorta del coro, dove «il grandioso ha da togliere la sua bellezza dalla semplicità», senza cadere «nel gonfio, nel pesante, nello sdolcinato, nello slavato». Il Basevi rintraccia possibili modelli, per esempio Alziamo insieme il canto dal Guglielmo Tell di Gioachino Rossini, e conclude che Verdi ha saputo infondere carattere di grandiosità anche all'aria, mentre Rossini si era fermato al coro.
Questo brano si distingue perciò per il carattere grandioso, particolarmente adatto a rappresentare il personaggio di un maestoso pontefice quale Zaccaria. Nella prima parte il coro, con bell'effetto di contrapposto, ripete all'unisono le parole Di lieto giorno un sole / Forse per noi spuntò!; un effetto simile, secondo Basevi, a quello che si può trovare nell'aria Bell'ardir del Marin Faliero di Gaetano Donizetti. La cabaletta che segue, Come notte a sol fulgente, trae anch'essa energia dall'utilizzo del contrapposto del coro, che ripete, ancora all'unisono, parte del motivo.
Julian Budden fa notare la «massività di affermazione» contenuta nell'aria di Zaccaria, e ricorda l'analisi del Basevi, ritenendo però azzardato l'accostamento col Marin Faliero, per la minore drammaticità che si trova nel brano donizettiano.